# Muscari matritensis
Muscari matritensis là một loài thực vật có hoa trong họ Măng tây. Loài này được Ruíz Rejón & al. mô tả khoa học đầu tiên năm 1985.